# Reboleira (stacja metra)
Reboleira – stacja metra w Lizbonie, na linii Azul. Znajduje się w gminie Amadora, pełniąc funkcję stacji początkowej linii Azul. Połączona jest z Linha de Sintra, koleją podmiejską do Sintry. Otwarta została 13 kwietnia 2016. 
Znajduje się w Rua das Indústrias, w pobliżu skrzyżowania z Rua Vitor Alves. Jest przystosowana do obsługi pasażerów z niepełnosprawnością, za pomocą win oraz schodów ruchomych.
Pociągi kursują codziennie w godzinach 6:30-1:00.